# Silvio Laurenzi
Silvio Laurenzi (Roma, 20 maggio 1936 – Roma, 5 novembre 2021) è stato un costumista e attore italiano.

## Biografia
Iniziò la propria carriera nel cinema nella prima metà degli anni sessanta in qualità di attore, attività che intorno alla prima metà del decennio successivo cominciò ad alternare con quella di costumista di scena, che col tempo divenne poi la sua effettiva professione, specie nel filone della commedia sexy all'italiana.
Ciò nonostante, continuò a interpretare sporadicamente alcuni piccoli ruoli, impersonando quasi sempre il ruolo del buffo ometto con orientamento omosessuale: in tal senso spiccano quelli in due pellicole dirette da Steno, La patata bollente (1979) – in cui ha diversi scambi di battute con il protagonista Renato Pozzetto – e Mi faccia causa (1984) – in cui, in qualità di avvocato, si rivolge al pretore (Christian De Sica) nella causa in cui deve difendere il suo cliente (Franco Caracciolo).
Nel 2009 vinse la medaglia d'oro in occasione della manifestazione Una vita per il cinema.

## Filmografia

### Cinema
- Tutti i colori del buio, regia di Sergio Martino (1972)
- Perché quelle strane gocce di sangue sul corpo di Jennifer?, regia di Giuliano Carnimeo (1972)
- Il coltello di ghiaccio, regia di Umberto Lenzi (1972)
- Le ultime ore di una vergine, regia di Gianfranco Piccioli (1972)
- I corpi presentano tracce di violenza carnale, regia di Sergio Martino (1973)
- Milano rovente, regia di Umberto Lenzi (1973)
- Il fiore dai petali d'acciaio, regia di Gianfranco Piccioli (1973)
- Spasmo, regia di Umberto Lenzi (1974)
- Un fiocco nero per Deborah, regia di Marcello Andrei (1974)
- Il bianco, il giallo, il nero, regia di Sergio Corbucci (1975)
- L'uomo della strada fa giustizia, regia di Umberto Lenzi (1975)
- Il vizio di famiglia, regia di Mariano Laurenti (1975)
- La poliziotta fa carriera, regia di Michele Massimo Tarantini (1976)
- Squadra antiscippo, regia di Bruno Corbucci (1976)
- Ecco lingua d'argento, regia di Mauro Ivaldi (1976)
- Poliziotti violenti, regia di Michele Massimo Tarantini (1976)
- Il trucido e lo sbirro, regia di Umberto Lenzi (1976)
- La dottoressa del distretto militare, regia di Nando Cicero (1976)
- Il cinico, l'infame, il violento, regia di Umberto Lenzi (1977)
- La banda del trucido, regia di Stelvio Massi (1977)
- Napoli si ribella, regia di Michele Massimo Tarantini (1977)
- La soldatessa alla visita militare, regia di Nando Cicero (1977)
- L'insegnante va in collegio, regia di Mariano Laurenti (1978)
- La banda del gobbo, regia di Umberto Lenzi (1978)
- L'insegnante viene a casa, regia di Michele Massimo Tarantini (1978)
- La soldatessa alle grandi manovre, regia di Nando Cicero (1978)
- L'infermiera di notte, regia di Mariano Laurenti (1979)
- La poliziotta della squadra del buon costume, regia di Michele Massimo Tarantini (1979)
- La patata bollente, regia di Steno (1979)
- Agenzia Riccardo Finzi... praticamente detective, regia di Bruno Corbucci (1979)
- La moglie in vacanza... l'amante in città, regia di Sergio Martino (1980)
- Zucchero, miele e peperoncino, regia di Sergio Martino (1980)
- Fico d'india, regia di Steno (1980)
- Il ficcanaso, regia di Bruno Corbucci (1980)
- Cornetti alla crema, regia di Sergio Martino (1981)
- Peccati di giovani mogli, regia di Angelo Pannacciò (1981)
- Sballato, gasato, completamente fuso, regia di Steno (1982)
- Gunan il guerriero, regia di Francesco Prosperi (1982)
- Sapore di mare, regia di Carlo Vanzina (1983)
- Al bar dello sport, regia di Francesco Massaro (1983)
- Il trono di fuoco, regia di Francesco Prosperi (1983)
- Zero in condotta, regia di Giuliano Carnimeo (1983)
- Sapore di mare 2 - Un anno dopo, regia di Bruno Cortini (1983)
- Malombra, regia di Bruno Gaburro (1984)
- Scemo di guerra, regia di Dino Risi (1985)
- Mezzo destro mezzo sinistro - 2 calciatori senza pallone, regia di Sergio Martino (1985)
- Massimamente folle, regia di Marcello Troiani (1985)
- Il commissario Lo Gatto, regia di Dino Risi (1986)
- Teresa, regia di Dino Risi (1987)
- Taxi Killer, regia di Stelvio Massi (1988)
- Mia moglie è una bestia, regia di Castellano e Pipolo (1988)
- I frati rossi, regia di Gianni Martucci (1988)
- La morte di moda, regia di Bruno Gaburro (1989)
- Spogliando Valeria, regia di Bruno Gaburro (1989)
- Casa di piacere, regia di Alex Damiano (1989)
- Tolgo il disturbo, regia di Dino Risi (1990)
- L'amante di Lady Chatterley, regia di Pasquale Fanetti (1991)
- Power force, regia di Godfrey Ho (1991)
- Beyond Justice, regia di Duccio Tessari (1992)
- Un orso chiamato Arturo, regia di Sergio Martino (1992)
- Spiando Marina, regia di Sergio Martino (1992)
- Prima le donne e i bambini, regia di Martina D'Anna (1992)
- Hornsby e Rodriguez - Sfida criminale, regia di Umberto Lenzi (1992)
- Graffiante desiderio, regia di Sergio Martino (1993)
- Bugie rosse, regia di Pierfrancesco Campanella (1993)
- Fatal Frames - Fotogrammi mortali, regia di Al Festa (1996)
- Hammamet Village, regia di Ninì Grassia (1997) – inedito
- Terra bruciata, regia di Fabio Segatori (1999)
- DeKronos - Il demone del tempo, regia di Rachel Griffiths (2005)
- Quel pranzo della domenica, regia di Zoe D'Amaro (2006)

### Televisione
- Parole e baci, regia di Simona e Rossella Izzo – film TV (1987)
- Il principe del deserto, regia di Duccio Tessari – miniserie TV, 3 episodi (1989)
- Le ragazze di Miss Italia, regia di Dino Risi – film TV (2002)
- Un caso di coscienza – serie TV, 12 episodi (2005-2010)

## Premi e riconoscimenti
- 2009 - Medaglia d'oro, Una vita per il cinema[2].